# Jamiołki-Godzieby
Jamiołki-Godzieby – wieś w Polsce położona w województwie podlaskim, w powiecie wysokomazowieckim, w gminie Sokoły.
Zaścianek szlachecki Godzieby należący do okolicy zaściankowej Jamiołki położony był w drugiej połowie XVII wieku w powiecie suraskim ziemi bielskiej województwa podlaskiego. W latach 1975–1998 miejscowość administracyjnie należała do województwa łomżyńskiego.
Wierni kościoła rzymskokatolickiego należą do parafii  Wniebowzięcia NMP w Sokołach.

## Historia
Według niepotwierdzonych dokumentami przekazów ustnych, Jamiołki-Godzieby powstały na przełomie XV i XVI wieku. Osadę założył Ralik Jamiołkowski, brat Klosa, na otrzymanej części ojcowizny. W niedługim czasie powstały tu trzy gospodarstwa. Ponieważ Ralik i Klos żyli w zgodzie i wspólnie użytkowali grunt – godzili się, zwyczajowo zaczęto nazywać ten przysiółek Godziebami.
Jest pewne, że wzrost osadnictwa na tym terenie wystąpił w latach 1391–1444. Miejscowość wymieniono w akcie erekcyjnym parafii w Sokołach z roku 1471.
Słownik geograficzny Królestwa Polskiego i innych krajów słowiańskich podaje, że w roku 1827 w Jamiołkach-Godziębach w 7 domach żyło 37 mieszkańców.
W pobliżu w roku 1893 zbudowano Kolej Nadnarwiańską z Łap do Ostrołęki.
W roku 1921 Jamiołki-Godzięby. Naliczono tu 9 budynków z przeznaczeniem mieszkalnym oraz 54 mieszkańców (27 mężczyzn i 27 kobiet). Wszyscy podali narodowość polską.

## Współcześnie
W miejscowości jest 9 gospodarstw. Istnieje dogodny dojazd do gminnych Sokół.